# Windtelefoon
Een windtelefoon of telefoon van de wind is een niet-aangesloten telefooncel. De eerste windtelefoon staat in Japan, in Ōtsuchi, prefectuur Iwate, waar bezoekers een eenrichtingsgesprek kunnen voeren met overleden dierbaren. De telefooncel werd in 2010 ontworpen door tuinontwerper Itaru Sasaki met als doel het verwerken van de dood van zijn neef. De telefoon werd het jaar daarop voor het publiek geopend nadat een aardbeving en tsunami in Tōhoku meer dan 15.000 mensen in de regio Tōhoku het leven koste. Deze windtelefoon heeft sindsdien meer dan 30.000 bezoekers gehad. Er zijn wereldwijd een aantal replica's gebouwd en de telefoon heeft als inspiratie gediend voor verschillende romans en films.

## Oorsprong
In 2010 kreeg Itaru Sasaki, tuinontwerper uit Ōtsuchi, te horen dat zijn neef terminale kanker had en nog drie maanden te leven had. Na de dood van zijn neef zette hij in december 2010 een oude telefooncel in zijn tuin neer, zodat hij zich verbonden kon blijven voelen door met de overleden neef te 'praten' via de telefoon. Volgens Sasaki was de windtelefoon niet ontworpen met een specifieke religieuze connotatie, maar als manier om het verlies te overdenken. In een interview verklaarde hij: "Omdat mijn gedachten niet via een gewone telefoonlijn konden worden doorgegeven, wilde ik dat ze door de wind werden gedragen." 
Deze windtelefoon is wit met glazen panelen, waarin zich een zwarte, losgekoppelde draaischijftelefoon op een metalen plank bevindt. Naast de telefoon ligt een notitieboek met herdenkingsberichten. De telefooncel staat op een heuvel met uitzicht op Ōtsuchi. 

## Opening

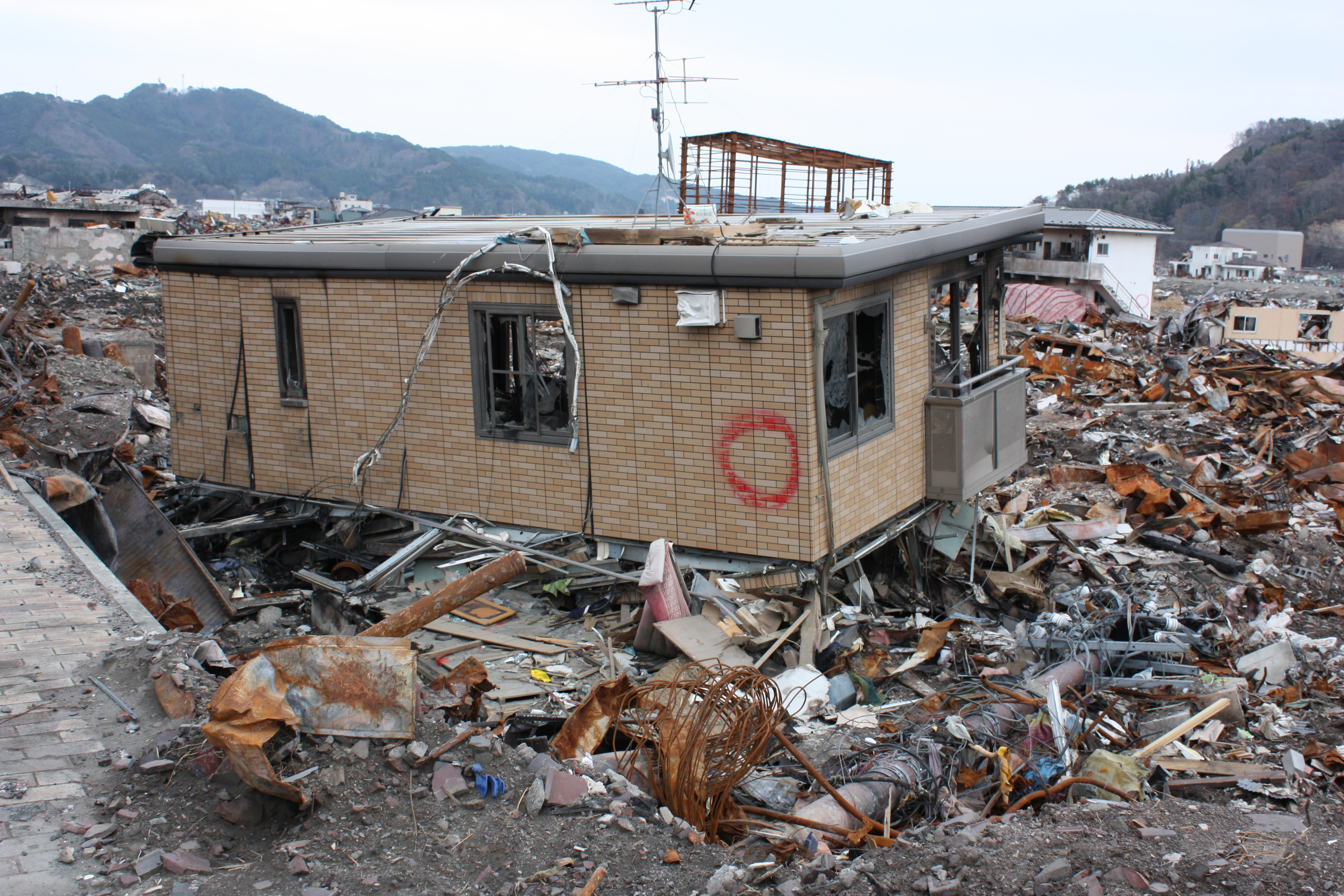
Schade aan een gebouw in Ōtsuchi, Iwate, na de tsunami van 2011

Bij de aardbeving in Tōhoku van 2011 vielen minstens 19.759 slachtoffers, vooral door tsunami's in de regio Tōhoku, waaronder ruim 1.200 mensen in Ōtsuchi (ongeveer 10 procent van de bevolking van de stad). Sasaki opende daarna de windtelefoon voor het publiek, zodat bezoekers hun vrienden en familie konden bellen die bij de ramp waren omgekomen. Voor 2025 werd de telefoon door ruim 30.000 mensen bezocht.
Op 7 januari 2017 blies een harde wind het dak van de windtelefoon weg en braken de glazen deuren. Lokale timmerlieden, waaronder degenen die eerder de windtelefoon hadden bezocht, meldden zich snel om de cel te repareren waarna de windtelefoon weer geopend werd. In april 2018 kondigde Sasaki aan dat de houten en metalen onderdelen van de cabine door ouderdom en corrosie waren verslechterd, zelfs na een nieuwe verflaag, en dat hij hoopte de oude cabine te vervangen door een corrosiebestendige aluminium cabine. Mensen reageerden met donaties van in totaal ongeveer een miljoen yen en Sasaki installeerde de stevigere aluminium cabine in augustus 2018. 

## Replica's

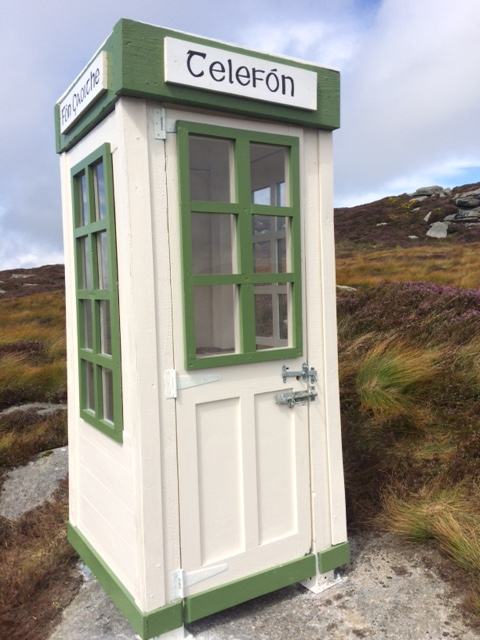
Windtelefoon op Two Rock, Ierland, in 2017

Wereldwijd zijn er verschillende replica's van de Ōtsuchi-windtelefoon gebouwd. In Oakland, Californië, bouwde de lokale kunstenaar Jordan Stern in februari 2017 een windtelefoon ter nagedachtenis aan de 36 mensen die omkwamen bij de brand in het Ghost Ship-magazijn, waaronder zijn vriend. Volgens Stern was het doel van de windtelefoon om "een groep rouwende mensen in Oakland" te troosten. 
Altrúchas, een anoniem kunstcollectief gevestigd in Dublin, Ierland, heeft in augustus 2017 een windtelefoon (fón gaoithe) geïnstalleerd op de top van Two Rock Mountain. Deze windtelefoon was gemaakt van gerecyclede materialen, en werd zonder toestemming geïnstalleerd; Altrúchas verklaarde destijds dat ze van plan waren hem "voor onbepaalde tijd te onderhouden". Hij werd om onbekende redenen vernietigd minder dan twee weken nadat hij was geplaatst. In een verklaring zei Altrúchas dat de vernietiging "een sterke boodschap was van mensen die het project niet leuk vonden", maar dat ze niet "de positiviteit zouden laten wegnemen".
Tomohiko en Kazuko Kutsuna, een getrouwd stel in Tahara, prefectuur Aichi, Japan, installeerden in 2018 een rood geverfde replica. Hun telefooncel, de "telefoon van de zeebries", werd gebouwd ter nagedachtenis van een van Kazuko's studenten, een 18-jarige vrouw die in 2009 zelfmoord pleegde.
Er zijn meerdere windtelefoons geplaatst in de Verenigde Staten en in Canada. 

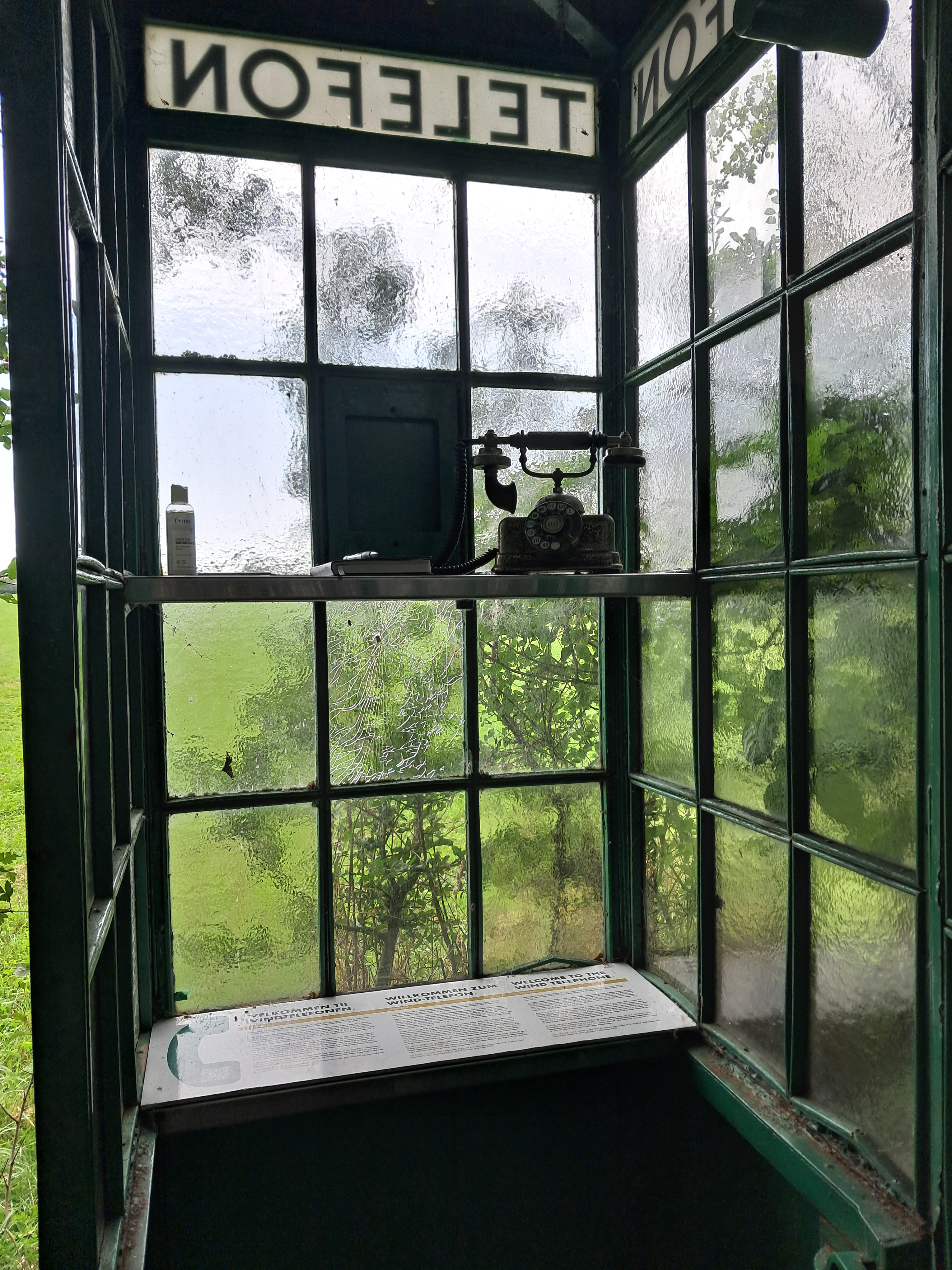
Binnenzijde windtelefoon op Lyö met ouderwetse draaitelefoon en notitieboek

In 2018 werd een windtelefoon in Europa geplaatst op het kleine Deense eiland Lyø.
De eerste windtelefoon in Nederland werd in april 2019 neergezet in Roelofarendsveen. Daarna volgde Haaksbergen (2020), Gouda (2021), Nieuw-Vennep (2023), Amsterdam (2023) en Lelystad (2024), Kraggenburg (2024) en Markelo (2025).
Sinds 2019 staat er ook een windtelefoon in het Duitse stadje Arnis aan de Schlei, sinds 2023 een op de hoofdbegraafplaats van Kassel en sinds 2024 één op de begraafplaats Auf dem Dören in Paderborn.
In Frankrijk, bij de ingang van het kleine dorpje Rouillac vlak bij het stadje Montcuq in het departement Lot, staat er een langs de route naar Santiago de Compostela, de GR65.